# Gypsophila osmangaziensis
Gypsophila osmangaziensis là loài thực vật có hoa thuộc họ Cẩm chướng. Loài này được Ataslar & Ocak mô tả khoa học đầu tiên năm 2005.